# Economia Eritreei
Economia Eritreei a suferit schimbări extreme de la războiul de independență din Eritreea. Economia a simțit o creștere considerabilă în anii recenți, indicat de o îmbunătățire în PIB. În 2011, PIB-ul a crescut cu 8.7%, iar în 2012 cu 7.5% mai mare decât 2011, PIB-ul însuși este de $ 8.09 miliarde de dolari (2020). Dar, este estimat că 32% din PIB vine de la remiteri, de la cetățeni trăind în alte state.
Eritreea are un număr excesiv de resurse, ca cupru, aur, granit, și marmură. Din 2012, 20 de companii au obținut licența de a exploata minele țări.

## Istoria Economiei
Creșterea economică recentă a Eritreei a fost caracterizată de o volatilitate considerabilă, parțial datorită dependenței sale de agricultura predominant pluvială, care reprezintă aproximativ o treime din economie. Sectorul este afectat și de serviciile de distribuție, care reprezintă aproximativ 20% din PIB, și de minerit, care reprezintă încă 20% din economie. Creșterea reală a PIB-ului este estimată să fi revenit la aproximativ 12% în 2018, după o contracție medie de -2,7% între 2015 și 2018, cauzată de secetele frecvente și de producția minieră mai scăzută.
Inflația raportată în Eritreea a fost negativă între 2016 și 2018, în urma schimbului de valută în circulație din noiembrie 2015, care a dus la o contracție a masei monetare. Deflația a persistat în 2018, deoarece comerțul sporit cu Etiopia a exercitat o presiune suplimentară în scădere asupra prețurilor.
În ultimii ani, Eritreea a urmat o politică fiscală mai strictă pentru a aborda deficitele persistente apărute după intensificarea instabilității regionale în 1998. Până în 2018, țara a înregistrat un excedent fiscal de aproximativ 11 % din PIB, în principal datorită reducerilor semnificative ale cheltuielilor de capital și introducerii unor măsuri de creștere a veniturilor. Cu toate acestea, presiunile fiscale actuale, inclusiv cheltuielile recurente și legate de forța de muncă, sunt de așteptat să crească.
Creșteri mici în PIB sunt grele, datorită forței mici de muncă, ci de provocările economice cu care guvernul se luptă.

## Industrii

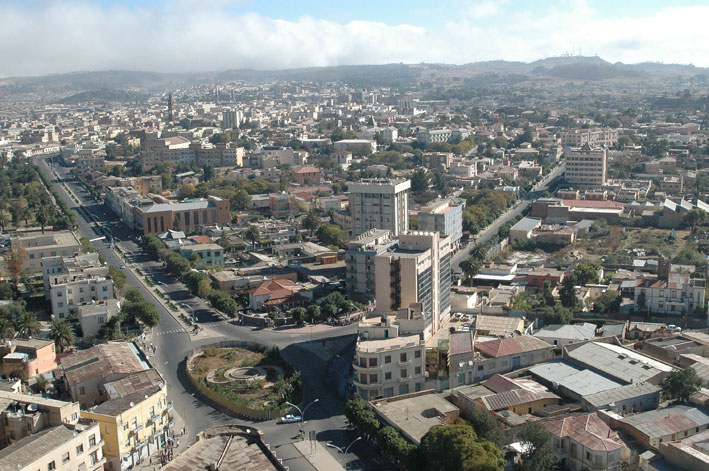
Asmara; centrul administrativ și economic al Eritreei

### Agricultură, Silvicultură și Pescuit
În 2004, agricultura reprezenta aproximativ 80% din forța de muncă, dar contribuie doar cu 12% din PIB. Sectorul de agricultură s-a îmbunătățit în ani recenți, din cauza echipamentului mai bun, noi tehnici și baraje noi. După ce 1,000,000 de Eritreei au emigrat din cauza războiului cu Ethiopia au jucat un rol în scăderea importanței a sectorului. Principalele produse agricole din Eritreea sunt: sorg, orz, fasole, produse lactate, linte, carne, mei, piele, teff și grâu.
Silvicultura nu este un sector important pentru Eritreea.
Începând cu 2011, guvernul a încurajat cultivarea pe scară largă a cactusului pentru a ajuta la atenuarea suferinței umane și, în viitor, pentru a crește veniturile din export. Se spune că plantele de cactus au fost introduse în 1839 de un misionar catolic francez care a plantat cactusul în Digsa, Akrur și Hebo, regiunea de sud. A doua generație de plante de cactus a fost introdusă de italieni, care le-au plantat la Arberebu în timp ce construiau liniile ferate Asmara.
Cifre sigure privind amploarea și valoarea industriei pescuitului din Eritreea sunt dificil de obținut. Cu toate acestea, litoralul lung al Eritreei oferă oportunitatea unei extinderi semnificative a industriei pescuitului din stadiul actual, în mare parte artizanal. Eritreea exportă pește și castraveți de mare din Marea Roșie către piețele din Europa și Asia și există speranța că construirea unui nou aeroport cu jet în Massawa, precum și reabilitarea portului de acolo, ar putea sprijini creșterea exporturilor de fructe de mare de valori mari. În 2002, exporturile erau de aproximativ 14.000 de tone, dar randamentul maxim stabil este considerat a fi de aproape 80.000 de tone. În 1998 a fost construită o fabrică de procesare a peștelui, care acum exportă 150 de tone de pește congelat în fiecare lună către piețele din Marea Britanie, Germania și Țările de Jos. Tensiunile cu Yemenul cu privire la drepturile de pescuit în Marea Roșie au izbucnit în 1995 și din nou în 2002, iar relațiile dificile ale Eritreei cu alte națiuni ar putea împiedica dezvoltarea ulterioară a industriei.

### Mineritul și Minerale
Până în 2001, zăcămintele minerale substanțiale ale Eritreei au fost în mare parte neexplorate. Potrivit guvernului eritreean, mineritul artizanal în 1998 a colectat 573,4 kilograme de aur, însă numărul rezervelor de aur era necunoscut. Dar, instabilitatea și războaiele recente au făcut ca acest potențial să fie în mare parte irosit. Se pare că guvernul Eritreei era în curs de efectuare a unui studiu geologic pentru a fi utilizat de potențialii investitori în sectorul minier. Prezența a sute de mii de mine terestre în Eritreea, în special de-a lungul graniței cu Etiopia, a reprezentat un impediment serios pentru dezvoltarea sectorului minier.

### Industrie și manufactură

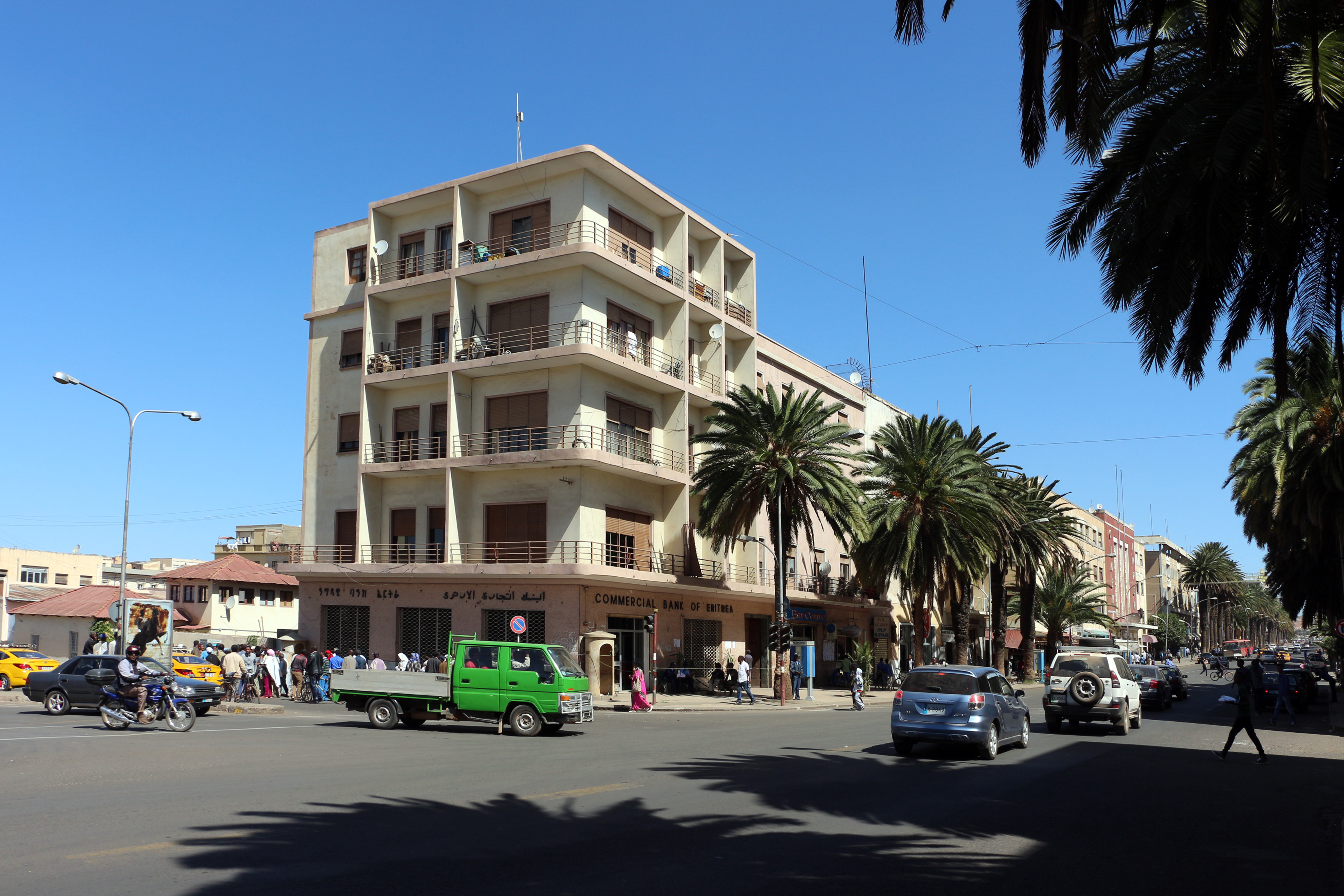
Șoseaua Harnet, din Asmara

În timpul perioadei de federație, capacitatea industrială s-a mutat în mare parte în Etiopia, lăsând sectorul industrial din Eritreea cu echipamente de capital depășite. În 2003, industria a reprezentat 25,3% din produsul intern brut. Produsele majore includ alimente procesate și produse lactate, băuturi alcoolice, sticlă, articole din piele, marmură, textile și sare.
Majoritatea fabricilor și întreprinderilor care aparțin guvernului sunt aflate în centrul industrial al țării, Asmara.

### Energie
Gospodăriile consumă mai mult de 80% din producția totală de energie. Producția de energie electrică în 2001 a fost estimată la 220,5 milioane de kilowați-oră. Consumul pentru acel an a fost estimat la 205,1 kilowați-oră. O centrală de electricitate de 88 de megawați finanțată de Arabia Saudită, Kuweit și Abu Dhabi a fost finalizată chiar la sud de Massawa în 2003, finalizarea ei amânată cu aproape trei ani de războiul cu Etiopia. Consumul anual de petrol în 2001 a fost estimat la 370.000 de tone. Eritreea nu are producție internă de petrol; Eritrean Petroleum Corporation efectuează achiziții prin licitație internațională competitivă. Potrivit Departamentului de Comerț al S.U.A., există oportunități atât pentru explorarea petrolului și a gazelor naturale, cât și în larg; cu toate acestea, aceste perspective trebuie încă să se realizeze. Utilizarea energiei eoliene și a energiei solare a crescut ușor, datorită creșterii companiilor producătoare de energie solară din țară. Guvernul eritreean și-a exprimat interesul pentru dezvoltarea surselor alternative de energie, inclusiv geotermală, solară și eoliană.

### Servicii
În 2011, serviciile reprezentau 55% din produsul intern brut. Serviciile financiare, cea mai mare parte a sectorului serviciilor, sunt prestate în principal de Banca Națională a Eritreei (banca centrală a națiunii), Banca Comercială a Eritreei, Banca de locuințe și comerț a Eritreei, Banca Agricolă și Industrială a Eritreei, Banca Eritreeană de Investiții și Dezvoltare și Corporația Națională de Asigurări din Eritreea.

### Turism
Lipsa Eritreei de acces la fonduri, prezența unui număr mare de mine terestre și tensiunile continue care izbucnesc între Eritreea și Etiopia au descurajat dezvoltarea industriei turistice în Eritreea. Potrivit Organizației Mondiale a Turismului, încasările din turism internațional în 2002 au fost de doar 73 milioane USD.

## Moneda și schimbul său valutar
Moneda oficială este nakfa eritrean (ERN), introdusă în noiembrie 1997. La începutul anului 2005, probabil într-un efort de a crește rezervele de capital străin, guvernul eritreean a decretat că toate tranzacțiile din Eritreea trebuie efectuate în nakfa. Curând, a devenit ilegal ca persoanele fizice să dețină și să schimbe valută străină. Începând cu 1 ianuarie 2005, guvernul a stabilit cursul valutar la 1,00 dolari, fiind egali cu 15.0 ERN.
Inflația continuă să fie o problemă în Eritreea, în special pe măsură ce anii de secetă au dus la creșterea prețurilor cerealelor, iar cheltuielile pentru armată rămân ridicate. Fondul Monetar Internațional estimează că în 2003 (cel mai recent an pentru care sunt disponibile cifre) inflația medie a atins 23%.

## Bugetul guvernului
Eritreea nu publică un buget, ceea ce face ca starea sa fiscală să fie dificil de evaluat. Potrivit Fondului Monetar Internațional, deficitul fiscal total în 2003 a fost de 17% din produsul intern brut (PIB). Cheltuielile guvernamentale pentru acel an au fost estimate la 375 milioane USD, cu venituri de numai 235,7 milioane USD. În 2002, deficitul fiscal era de 32% din PIB. Cheltuielile curente continuă să depășească cheltuielile bugetate, în special pentru forța militară și alte cheltuieli discreționare. Politica monetară rămâne subordonată cererilor de finanțare ale guvernului, iar datoria este nesustenabil de mare. Nu este probabil ca această situație să se schimbe până la demobilizarea armatei. Potrivit datelor de la CIA World Factbook, guvernul eritrean are venituri de 715,2 milioane de dolari și cheltuieli de 1,02 miliarde de dolari.

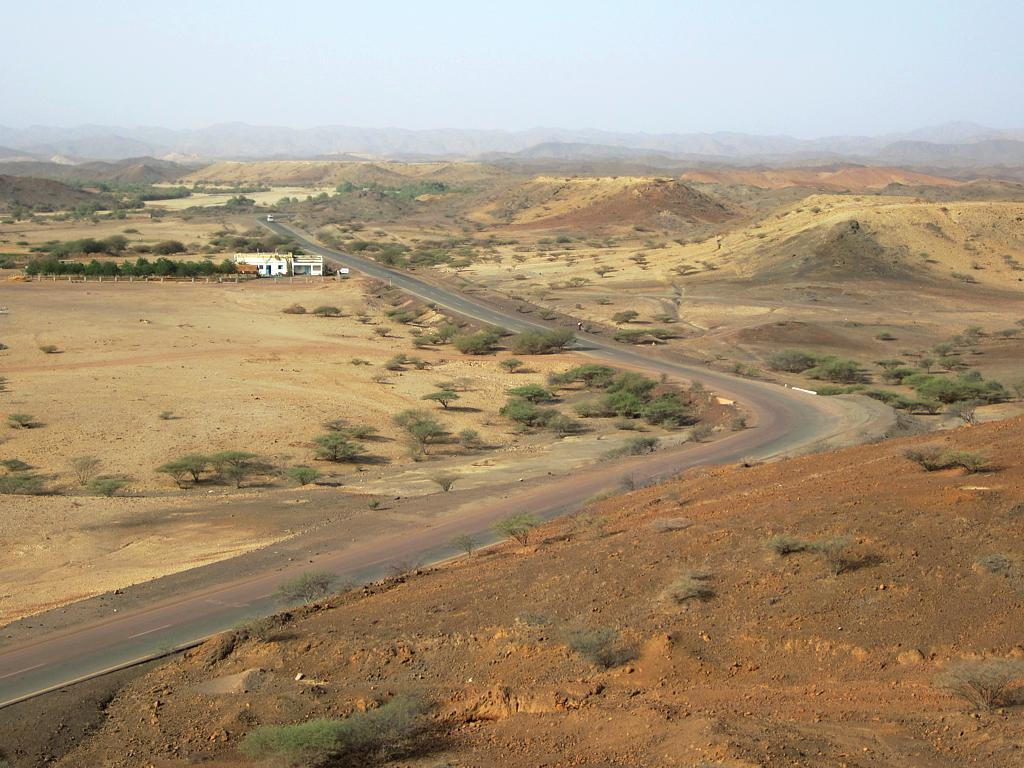
Șoseaua Massawa-Asmara din Eritrea.